# Continuará...
Continuará… es una convención de aficionados al cómic, anime, juegos de rol y juegos de estrategia.
El evento tiene lugar en Montevideo, Uruguay, por lo general se celebra en la segunda semana de noviembre. La primera ocasión fue el 24 y 25 de noviembre de 2007, bajo la consigna "La espada en la piedra". La segunda fue en 2008 con el tema "Las pruebas de Hércules". La tercera ocasión tuvo lugar el 14 y 15 de noviembre de 2009, dedicada a "Crónicas de vampiros". La cuarta convención se celebró en el Palacio Peñarol en noviembre de 2010.
La quinta y, por ahora, última convención se celebró en noviembre de 2011 en el Complejo Cultural Plaza y estuvo dedicada a la temática Zombies!.